# František Souček (atlet)
František Souček (6. března 1873 Městec Králové – 15. března 1940 Praha) byl český atlet a olympionik. Všestranný vrhač, vedle F. Jandy-Suka nejlepší diskař před 1. svět. válkou. Průkopník v hodu kladivem, držitel základních rekordů v hodu diskem a kladivem házených z kruhů dnešních rozměrů. 
Do Prahy přišel v roce 1892. Začínal v Sokole Královské Vinohrady, poté byl členem klubu AC Sparta Praha a Sokol Vinohrady (do roku 1920). 
Na závodech 9. srpna 1903 v Pardubicích vytvořil český rekord v hodu diskem výkonem 38,01 metrů. Jako první český diskař překonal 2. června 1907 v Praze hranici 40 metrů (40,10 m). Osobní rekord v hodu diskem a český rekord hodil 15.9.1907 v Kolíně - 42,63 metrů.
Držitel českých rekordů v hodu kladivem 28,13 m (29.5.1902) - 29,20 m (1907) - 32,44 m (1908) - 41,67 m (23.5.1909, Praha). Byl světovým rekordmanem v hodu míčem na řemeni - 48,15 m (29.6.1904). Osobní rekord v hodu oštěpem má hodnotu 50,00 metrů (1900). Házel oštěpem s držením na konci. 
Na prvním mistrovství Čech konaném 7. července 1907 na hřišti SK Slávia Praha pod názvem Mezinárodní mistrovské závody ČAAU získal v hodu diskem první místo výkonem 38,06 m a na dalším 8.6.1908, které bylo pořádáno na hřišti AC Sparta Praha jako Mezinárodní závody ČAAU o mistrovství zemí Koruny české první místo v hodu oštěpem.
Účastník LOH 1908, kde soutěžil v hodu diskem a hodu oštěpem volným stylem (vyřazen v kvalifikaci) a athénských meziher v roce 1906, kde soutěžil v hodu diskem řeckým stylem (5. místo), pětiboji (14. místo), hodu diskem a oštěpem.